# جاك مكينتوش (سياسي)
جاك مكينتوش هو سياسي كندي، ولد في 18 مايو 1909 في المملكة المتحدة، وتوفي في 14 أبريل 1988. حزبياً، نشط في الحزب الكندي التقدمي المحافظ. وقد انتخب عضو مجلس العموم الكندي.